# Alejandro Gamboa
Alejandro Gamboa García (Ciudad de México, 2 de febrero de 1954) es un director de cine y televisión mexicano.

## Trayectoria
Cursó la licenciatura en ciencias de la comunicación en la Universidad Iberoamericana y posteriormente estudió cinematografía en el Centro Universitario de Estudios Cinematográficos (CUEC) de la Universidad Nacional Autónoma de México (UNAM). En 1986 realizó sus primeros trabajos en televisión dirigiendo Flores de asfalto, serie televisiva de rock mexicano; Luces del tiempo, programa de revista de antropología e historia; y Vámonos tocando, programa de jazz, del cual también fue productor.
De 1988 a 1992 dirigió los programas cómicos La caravana y El Güiri Güiri y otros bichos. En 1993 hizo su debut en el cine dirigiendo Perfume, efecto inmediato. Alcanzó su primer éxito en 1997 con la película La primera noche, en la cual abordó con libertad y franqueza el tema de la sexualidad juvenil, posteriormente dirigió las secuelas La segunda noche en 2000 y La última noche en 2005. Ha colaborado con el guion cinematográfico de algunas de sus películas.

## Filmografía

### Cine
Ha sido director de los siguientes filmes cinematográficos:
- Viaje de generación (2012)
- La última noche (2005)
- Cero y van cuatro (2004)
- El tigre de Santa Julia (2002)
- La segunda noche (1999)
- La primera noche (1997)
- Educación sexual en breves lecciones (1994)
- Perfume, efecto inmediato (1993)

### Televisión
Ha dirigido programas, capítulos de series y telenovelas, entre ellos se encuentran:

#### Series
- El Pantera (2007)
- Quince años,  película para televisión (2007)
- La hora marcada (1986)
- Flores de asfalto  (1986)

#### Telenovelas
Televisa
- Mi camino es amarte (2022/23) (Director de Escena en Locación)
- Mi fortuna es amarte (2021/22) (Director de Escena en Locación)
- Por amar sin ley (2018/19) (Director de Escena en Locación)
- Pasión y poder (2015/16) (Director de Escena en Locación)
- Corona de lágrimas (2012/13) (Director de Escena en Locación)
- Primera parte de Cachito de cielo (2012) (Director de Escena en Locación)
- La que no podía amar (2011/12) (Director de Escena en Locación)
- Teresa (2010/11) (Director de Escena en Locación)
- Los exitosos Pérez (2009) (Director de Escena en Locación)
- Primera parte de Un gancho al corazón (2008/09) (Director de Escena en Locación)
- Al diablo con los guapos (2007/08) (Director de Escena en Locación)
- Segunda parte de Código postal (2006/07) (Director de Escena)
- Primera parte de Código postal (2006/07) (Director de Escena en Locación)
- Locura de amor (2000) (Director de Escena en Locación)

TV Azteca
- Las Juanas (2004) (Director de Escena)
- La casa del naranjo (1998) (Director de Escena)

Cadenatres
- Amor sin reserva (2014) (Director de Escena)

## Premios y nominaciones

### Premios TVyNovelas
| Año  | Categoría                 | Telenovela         | Resultado |
| ---- | ------------------------- | ------------------ | --------- |
| 2013 | Mejor dirección de escena | Corona de lágrimas | Nominado  |
| 2009 | Mejor dirección de escena | Los exitosos Pérez | Nominado  |